# Jérôme Tharaud
Jérôme Tharaud, născut Pierre Marie Émile Ernest Tharaud, (n. 18 mai 1874, Saint-Junien, Limousin, Franța – d. 28 ianuarie 1953, Varengeville-sur-Mer, Haute-Normandie, Franța) a fost un scriitor francez.

## Biografie
Jérôme (1874-1953) și fratele lui, Jean Tharaud (1877-1952), s-au născut în comuna Saint-Junien din departamentul Haute-Vienne , aflat în regiunea Limousin, față de care au rămas atașați toată viața lor.  Numele lor de botez au fost Ernest și Charles, iar Charles Péguy a fost cel care le-a dat mai târziu prenumele de Jérôme și John. 
Cei doi frați au plecat din Saint-Junien după moartea tatălui lor în 1880; mama lor, o tânără văduvă, a plecat să locuiască cu tatăl ei, care era atunci directorul liceului din Angoulême și prieten al lui Victor Duruy. Ei au urmat studiile la Angoulême și apoi la Paris. Jérôme a studiat la École normale supérieure din Paris. 
În 1901, Jean a devenit secretar al lui Maurice Barrès, deținând această poziție până la Primul Război Mondial. El a semnat apoi mai multe articole pentru Le Figaro, dintre care unul, publicat după cel de-al Doilea Război Mondial, dezvăluie existența lagărelor de concentrare pentru țigani în Franța. Jérôme și Jean Tharaud au scris împreună timp de cincizeci de ani o bogată operă literară, semnând mereu cu ambele lor prenume. Fratele mai mic scria textul brut, în timp ce fratele cel mare, Jérôme, se ocupa cu dezvoltarea și finisarea textului. Au călătorit în multe țări precum Palestina, Iran, Maroc și România și au adus înapoi din călătoriile lor materiale pentru reportaje și pentru cărți.
În 1919, când s-au întors dintr-o călătorie în Maroc, au fost seduși de farmecul văii râului Rance și au cumpărat conacul familiei Auffenais din Le Minihic-sur-Rance. Ei au trăit acolo până la începerea celui de-al Doilea Război Mondial, când locuința lor a fost ocupată de armata germană. În consecință și, probabil, din rațiuni financiare, ei au vândut casa în 1945. Opera lor este marcată de un spirit de conformism la valorile timpului și de rasismul epocii, care includea antisemitismul și elogierea colonialismului.
La  1 decembrie 1938 Jérôme Tharaud a fost ales membru al Academiei Franceze, fiind deținătorul fotoliului nr. 31, în care l-a înlocuit pe Joseph Bédier. Candidatura lui Jérôme Tharaud i-a pus pe academicieni în fața unei situații complexe: scriitorul nu era, într-adevăr, decât „jumătatea unui cuplu de autori” și nu puteau fi aleși amândoi. Jean Tharaud a fost ales la rândul său în 1946.
Regiunea Limousin și comuna Saint-Junien (în special) au exercitat o influență profundă asupra celor doi frați. În 1939, când Jérôme a fost ales membru al Academiei Franceze, el și-a exprimat dorința ca turnul vechii biserici din Saint-Junien să figureze pe una din laturile mânerului sabiei sale de academician. Trebuie spus că cei doi frați s-au implicat cu ardoare în 1922 în reconstrucția clopotniței centrale a bisericii, care s-a prăbușit din cauza lipsei de întreținere. Un erudit local, pictorul Jean Teilliet, a făcut apel la ei și la celebritatea lor pentru a strânge fonduri pentru reconstrucție. Biserica a fost reconstruită în anii care au urmat, iar frații Tharaud au fost bucuroși că au contribuit la salvarea bisericii în care fuseseră botezați.
Soția lui Jérôme, Renée Puget (fiica lui Paul Puget), a murit în mai 1963 într-o mănăstire din suburbiile Parisului, la vârsta de 85 de ani. Pretindea că era o succesoare a celebrului sculptor cu același nume și a fost actriță de teatru, sub pseudonimul Renée Parny, jucând în special alături de Sarah Bernhardt. Având înclinații literare, ea a publicat în 1955 la editura Arthème-Fayard, sub numele de Renée Jérôme-Tharaud, o carte intitulată Le Bois-perdu.

## Lucrări

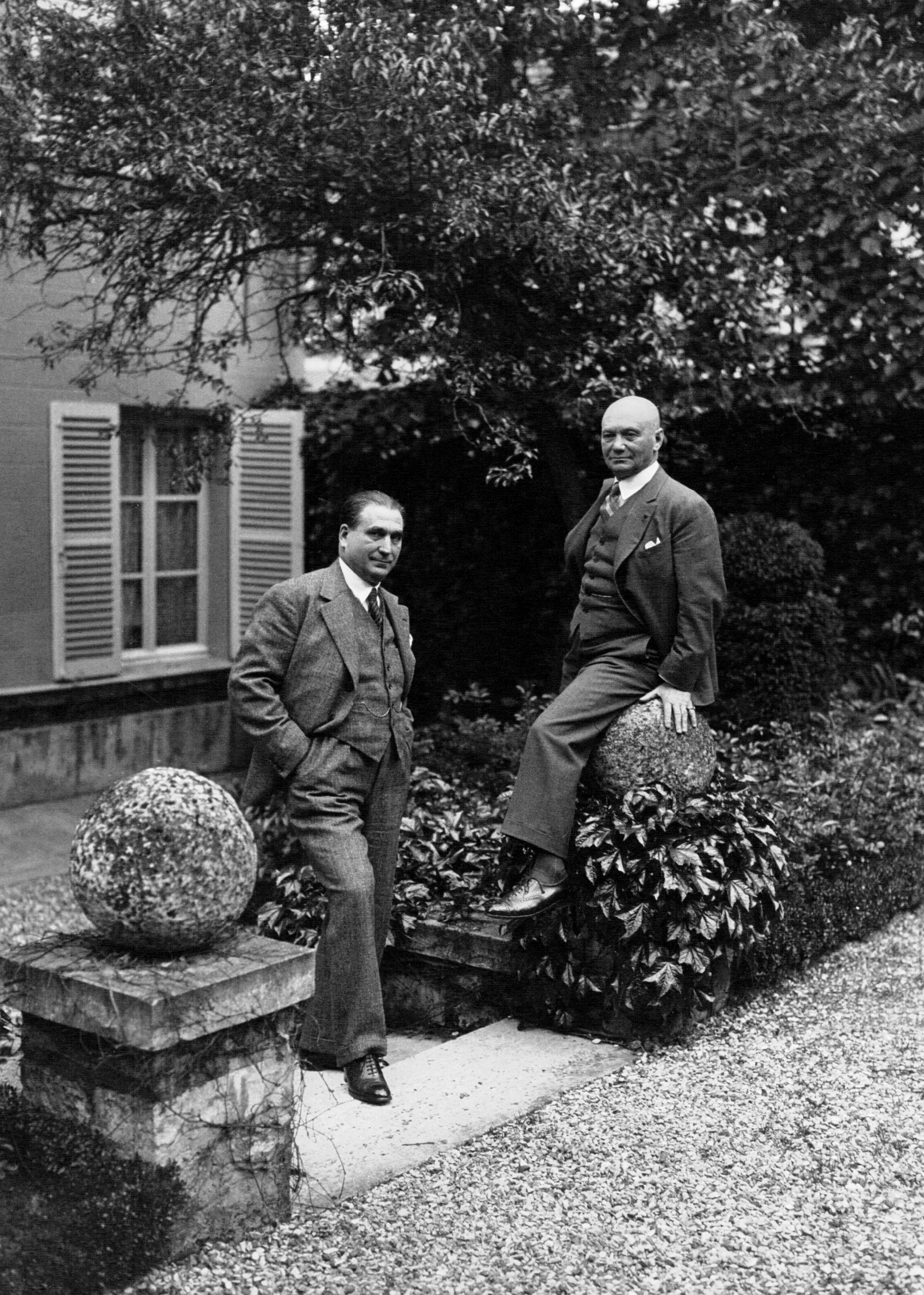
Frații Tharaud în 1932.

Cărți scrise împreună cu fratele său, Jean
- Le Coltineur débile (1898)
- La Lumière (1900)
- Dingley, l'illustre écrivain (1902, premiul Goncourt în 1906)
- Les Hobereaux (1904)
- L’Ami de l’ordre (1905)
- Les Frères ennemis (1906)
- Bar-Cochebas (1907)
- Déroulède (1909)
- La Maîtresse servante (1911)
- La Fête arabe (1912)
- La Tragédie de Ravaillac (1913)
- La bataille de Scutari d’Albanie (1913)
- La Mort de Déroulède (1914)
- L’Ombre de la croix (1917), Plon 1920
- Rabat, ou les heures marocaines (1918 Emile-Paul, frères, éditeurs 5640-8-18 et 5642-8-18)
- Une relève (1919 Emile-Paul, frères, éditeurs 2766-2-19 et 2768-2-19)
- Marrakech ou les seigneurs de l’Atlas (1920)
- Quand Israël est roi (1921)
- L’invitation au voyage (1922)
- La randonnée de Samba Diouf (1922)
- La Maison des Mirabeau (1923)
- Le Chemin de Damas (1923)
- L’An prochain à Jérusalem (1924)
- Rendez-vous espagnols (1925)
- Un royaume de Dieu (1925)
- Causerie sur Israël (1926)
- Notre cher Péguy (1926)
- La Semaine sainte à Séville (1927)
- La Rose de Sâron (1927)
- Petite histoire des Juifs (1927)
- En Bretagne (1927)
- Mes années chez Barrès (1928)
- La Reine de Palmyre (1928)
- La Chronique des frères ennemis (1929)
- Fès ou les bourgeois de l’Islam (1930)
- L’Empereur, le philosophe et l’évêque (1930)
- L’Oiseau d’or (1931)
- Paris-Saïgon dans l’azur (1932)
- La Fin des Habsbourg (1933)
- La Jument errante (1933)
- Quand Israël n’est plus roi, Plon 1933
- Versailles (1934)
- Les Mille et un jours de l’Islam I: Les cavaliers d’Allah (1935)
- Les Mille et un jours de l’Islam II: Les grains de la grenade (1938)
- Le Passant d’Éthiopie (1936)
- Cruelle Espagne (1937)
- Alerte en Syrie (1937)
- L’Envoyé de l’Archange (1939)
- Les Mille et un jours de l’Islam III: Le rayon vert (1941)
- Le Miracle de Théophile (1945)
- Fumées de Paris et d’ailleurs (1946)
- Le Roman d'Aïssé (1946)
- Vieille Perse et jeune Iran (1947)
- Les Enfants perdus (1948)
- Les Mille et un jours de l’Islam IV: La chaîne d'or (1950)
- La Double confidence (1951)

Alte lucrări
- Petite histoire des Juifs (1927)
- Vienne la rouge (1933)
- Le chemin de Damas
- Les contes de la Vierge (1940)

Trei lucrări sunt considerate ca antisemite:
- L’Ombre de la Croix, Plon 1920
- Quand Israël est roi, Plon 1921
- Quand Israël n’est plus roi, Plon 1933

## Legături externe
- Fiche biographique de l’Académie française